# ساعت ۲۵
ساعت ۲۵ فیلمی به کارگردانی مسعود آب پرور و نویسندگی پیمان عباسی ساختهٔ سال ۱۳۸۵ است.

## بازیگران
- امین تارخ
- پریوش نظریه
- افسانه چهره آزاد
- علی طباطبایی
- شاهرخ فروتنیان
- مهدی سلوکی